# 杜博維基
48°14′13″N 36°13′2″E / 48.23694°N 36.21722°E

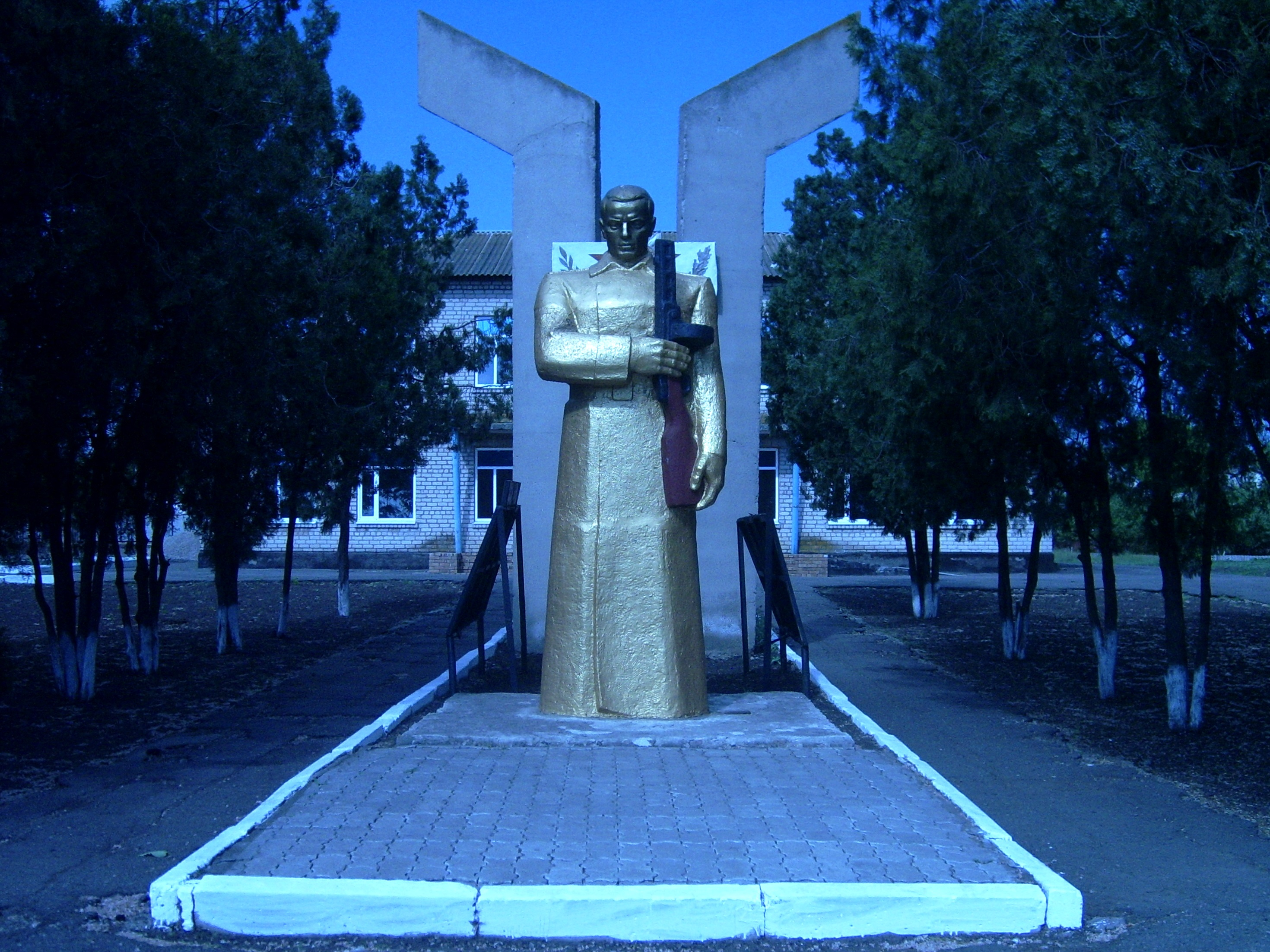
苏联烈士纪念碑

杜博維基（烏克蘭語：Дубовики），是烏克蘭中部第聶伯羅彼得羅夫斯克州錫內利尼科韋區杜博維基市鎮的村落及其行政中心。處於恰普利納左岸，2001年人口524，100%居民使用烏克蘭語。